# Anacleto Correia de Faria

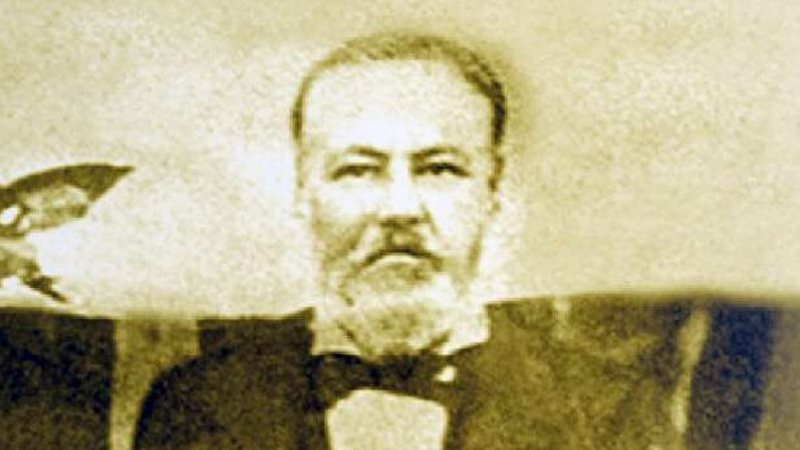
Anacleto, o Barão

Anacleto Correia de Faria, primeiro e único Barão de Itaperuna (Mercês, Minas Gerais, 13 de julho de 1819 — Caratinga, Minas Gerais, 21 de novembro de 1903) foi um nobre brasileiro, agraciado com o título de barão em 10 de agosto de 1889.
Nascido em Mercês - MG, filho de uma escrava chamada Faustina Jovita com supostamente D. Pedro I, o qual haveria dito a Faustina que fosse para Minas Gerais para evitar polêmicas na corte, Faustina haveria se casado com Luciano Correia de Faria, pai adotivo de Anacleto.
Anacleto cresceu pobre e ganhou a vida como fazendeiro até a Guerra do Paraguai.
Por sua participação na guerra ele ganhou o titulo de barão em 1880 após uma audiência com o imperador D. Pedro II e como consequência o mesmo ganhou terras e prestigio na corte se tornando empresário.
Após o golpe republicano em 1889 ele foi caçado até ser morto em 1903 devido o medo dos republicanos de alguma revolta popular similar a de Manhuassu que já havia gerado polêmicas na região. Ele foi morto em Santo Antônio do Manhuaçu, distrito de Caratinga, onde está enterrado até hoje.
E mesmo após sua morte é perseguido tendo seu túmulo depredado, há locais onde retiraram partes do túmulo deixando parcialmente aberto a parte de dentro.

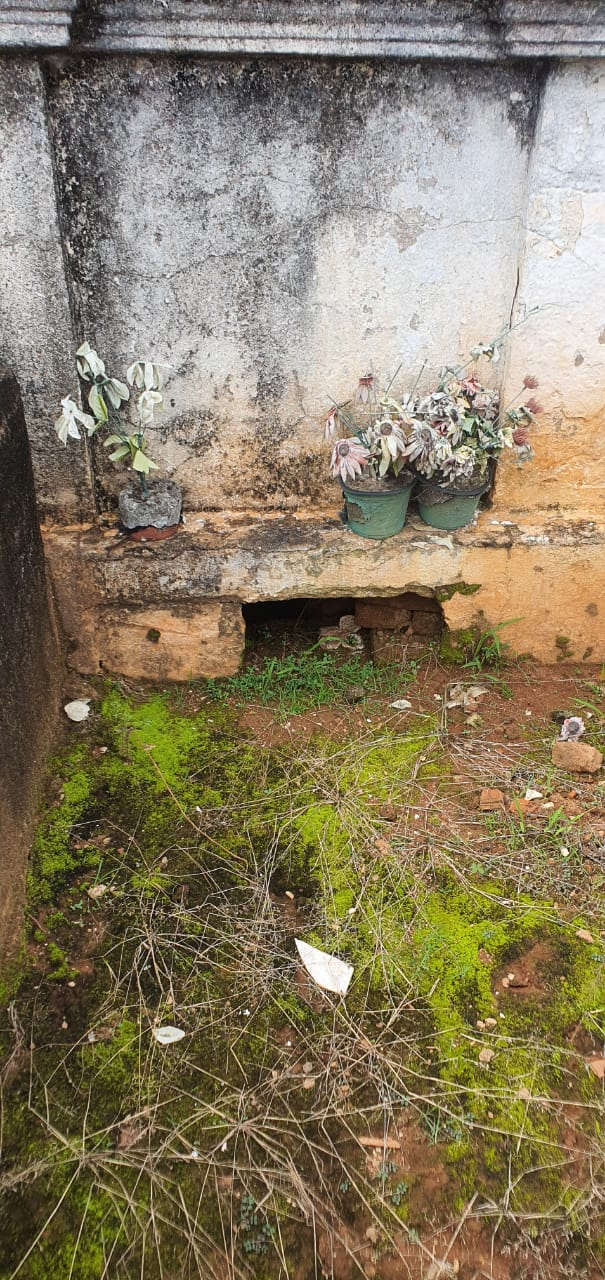
O túmulo pelo lado de frente mais próximo onde dê para ver o local vandalizado

## Ligações externas

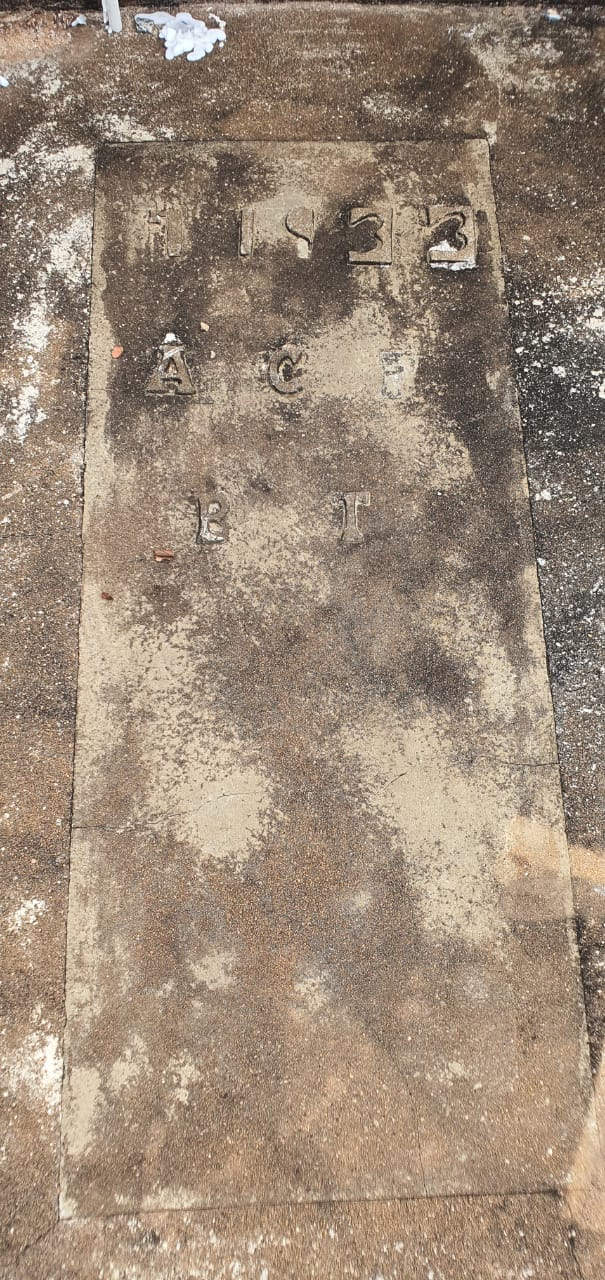
O túmulo visto por cima, onde tem as iniciais do mesmo A.C.F